# Scomparsa di Jared Negrete
La scomparsa di Jared Michael Negrete è un fatto di cronaca avvenuta il 19 luglio 1991; il dodicenne Negrete scomparve durante un campeggio con i boy scout e da allora si sono perse le sue tracce.

## La scomparsa
Il dodicenne Jared Michael Negrete era andato con dodici compagni boy scout in campeggio, un'escursione della durata di due giorni la cui meta era la cima del Passo di San Gorgonio; sarebbe stata la prima volta che avrebbe dormito all'aperto. Durante l'ultimo tratto in salita, a trecento metri circa dalla meta, Negrete cominciò a rallentare.
Ci sono versioni discordanti su quanto accaduto: il capo scout sostiene di essersi accorto dell'assenza di Negrete solo arrivato a destinazione, ma ci sono due diverse testimonianze (rispettivamente da parte di uno dei ragazzi e da un altro gruppo di escursionisti che stava superando i boy scout) che affermano che, verso le 18:00, l'uomo venne informato che Jared stava rimanendo indietro rispetto agli altri per la stanchezza. Una teoria suggerisce che il caposcout abbia proposto a Jared di fermarsi a riposare e di raggiungere il gruppo in un secondo momento, ma Negrete si sarebbe perso dopo non essere riuscito a trovare i compagni.
Sulla via del ritorno al campo base, i boy scout pensarono di incontrare Negrete intento ad aspettarli o a venire loro incontro lungo il sentiero. Quando non lo trovarono, iniziarono a chiamarlo e a cercarlo in prossimità del percorso tracciato, finché il caposquadra non riportò i ragazzi alla base e tornò indietro da solo per portare avanti le ricerche, ma dovette poi chiamare i ranger del parco. Al momento della scomparsa, Negrete indossava una divisa da boy scout composta da pantaloni verdi, una maglietta marrone chiaro e scarpe da tennis nere, considerati non adatti a un'escursione in montagna.

## I ritrovamenti
Le ricerche di Negrete furono le più estese mai effettuate nella zona della National Forest. Si pensò che il ragazzo avesse imboccato per errore un percorso sbagliato nel tentativo di raggiungere i compagni. Diciannove giorni dopo la scomparsa, vennero trovate impronte di scarpe corrispondenti a quelle del bambino, il suo zaino, involucri di carne secca e caramelle e una macchina fotografica usa e getta. Quest'ultima conteneva dodici istantanee: nove rappresentavano l'ambiente circostante, due il buio, mentre l'ultima era un primo piano mal riuscito del volto di Negrete (si vedevano solo occhi e naso), apparentemente scattata di notte con il flash. Si ipotizza che Jared potrebbe aver cercato di far luce puntando accidentalmente l'obiettivo su di sé, oppure che fosse seguito da qualcosa e stesse cercando di inquadrarlo.
Per due settimane le ricerche proseguirono senza alcun esito. L'ipotesi ritenuta più probabile è che, vagando nel buio, Negrete sia accidentalmente caduto in un precipizio, morendo; in alternativa, è possibile che un animale (forse un puma) abbia consumato i suoi resti o lo abbia attaccato sul sentiero.
Nel 2001, Felipe Negrete, padre di Jared, è stato coinvolto nel caso di un altro giovane escursionista che si era perso nella stessa zona, il sedicenne William Parven.